# Poem des Kampfes
Das Poem des Kampfes op. 12 ist ein Werk für Orchester und Chor von Dmitri Borissowitsch Kabalewski aus dem Jahr 1931.

## Werk
Das Poem des Kampfes entstand in den Jahren 1930/31, kurz nachdem Kabalewski sein Studium bei Nikolai Jakowlewitsch Mjaskowski am Moskauer Konservatorium beendet hatte. Das Werk ist eine frühe Komposition und eine der ersten größeren, die Kabalewski geschrieben hatte. In ihr verarbeitete er Revolutionsthemen, der Text basiert auf dem gleichnamigen Gedicht von A. Zharow. Das Werk wurde am 6. November 1931 uraufgeführt und gleichzeitig im Radio übertragen. Das Stück hat eine Aufführungslänge von ca. 9 Minuten. Am Beginn erscheinen Fanfaren und Marschrhythmen, am Ende setzt der Chor ein.

## Text
Der Text des Chores lautet:
Es ist ganz gleich: fünfundzwanzig oder zehn;
ob Gewitter toben im Oktober oder Mai;
es ist ganz gleich: bald werden wir
aus jedem Monat einen Oktober machen!
Heute tobt der Sturm,
im herbstlichen Kreis der Espenwälder,
ins aufgeregte und zornige Berlin.
Heute wird in Dresden Gewehrfeuer
von rostigen Hausdächern krachen, und morgen
stürmen wir nach Paris und Warschau.
Wir segeln von London nach New York
unter dem Banner der Stürme!
Doch dieser Kreis ist bald zu klein,
und wir werden uns nach Fernost wenden!
Wir wissen: bald wird jeder Monat
in einem andern Land Oktober werden!